# Lîbohora, Turka
Lîbohora (în ucraineană Либохора) este o comună în raionul Turka, regiunea Liov, Ucraina, formată numai din satul de reședință.

## Demografie
Componența lingvistică a comunei Lîbohora
     Ucraineană (100%)
Conform recensământului din 2001, toată populația comunei Lîbohora era vorbitoare de ucraineană (100%).